# Riesa (Schiff, 1897)
Der Raddampfer Riesa wurde 1897 in der Schiffswerft Blasewitz gebaut. Das Schiff wurde unter dem Namen Habsburg mit der Baunummer 41 auf Kiel gelegt. Namensgeber war das Adelsgeschlecht der Habsburger. 1919 erhielt es als zweites Schiff den Namen Riesa. Es war bis 1976 im Einsatz und befindet sich heute im Binnenschifffahrtsmuseum Oderberg. Das Schiff ist ein Baudenkmal.

## Geschichte

### Die Zeit nach der Indienststellung bis 1945

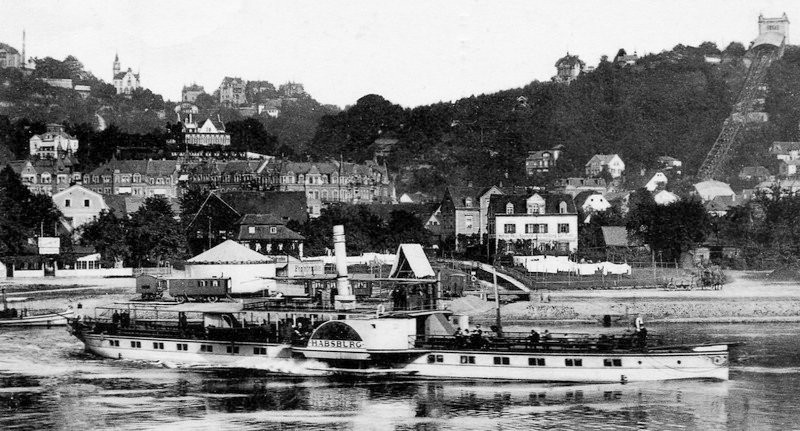
Raddampfer Habsburg

Nach dem Stapellauf am 6. Mai 1897 wurde das Schiff als Oberdeckdampfer am 23. Mai 1897 in Dienst gestellt. Danach fuhr es bis 1923 für die Sächsisch-Böhmische Dampfschiffahrts-Gesellschaft (SBDG). Nach der Einstellung des Geschäftsbetriebes fuhr das Schiff für die 1923 neu gegründete Sächsisch-Böhmische Dampfschiffahrt, Aktiengesellschaft (SBDA). Der ab 1926 übliche weiße Anstrich der Schiffe brachte ihr den Namen Weiße Flotte ein. Das Schiff war schon mit einer Dampfsteuermaschine ausgerüstet. Gebaut wurde sie von der Schiffswerft Übigau der Deutschen Elbschiffahrts-Gesellschaft, Kette, mit der Fabrik-Nr. 175 K.
Eingesetzt wurde es für Eilfahrten zwischen Dresden und Aussig. Ausgestattet war das Schiff nur mit Plätzen der 1. Klasse. Der Preisaufschlag betrug 50 %.

Die Habsburg während des Kaiserbesuchs von Franz Joseph I. 1901

Am 17. Juni 1901 fuhr das Schiff zum Empfang von Kaiser Franz Joseph I. nach Aussig. Zu diesem Zweck wurde es festlich geschmückt und das Achterdeck zum luxuriösen Salon umgebaut. Der Direktor der SBDG, Ernst Kuchenbuch, wurde an Bord des Schiffes vom Kaiser mit der Ritterwürde ausgezeichnet.

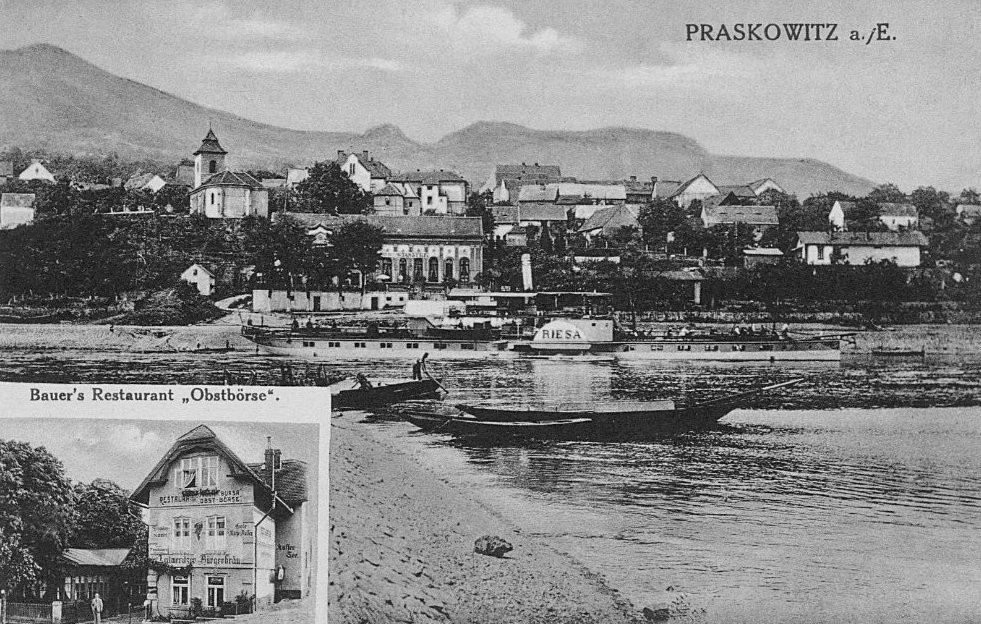
Raddampfer Riesa in Praskowitz, ca. 1920

Im Jahr 1913 erhielt das Schiff eine elektrische Anlage. 1919 wurde es wie alle Schiffe, die Namen eines Monarchen oder einer Monarchie trugen, umbenannt und erhielt am 25. Mai den Namen Riesa. Im Winter 1927/28 wurden die Radkästen für den Einbau von Toiletten ausgebaut. Im Zuge des Umbaus erhielt das Schiff den weißen Anstrich.
Im Zweiten Weltkrieg war das Schiff ab 1943 als Büro- und Transportschiff der Junkers-Werke in Dessau stationiert. Dazu wurde es mit einem Tarnanstrich versehen. Nach der Rückkehr nach Dresden 1945 wurde es vor der Laubegaster Werft liegend von Hitlerjungen gesprengt und auf Grund gesetzt.

### Die Zeit nach 1945
Das Schiff wurde gehoben und in der Werft grundinstandgesetzt. Es erhielt dabei ein komplett neues Vorschiff. Am 1. Mai 1947 ging das Schiff wieder in den Fahrbetrieb.
Die SBDA wurde am 1. Februar 1947 in Volkseigentum überführt und erhielt den Namen VEB Elbeschiffahrt Sachsen. Von 1950 bis 1957 gehörte sie zum VEB Deutsche Schiffahrts- und Umschlagszentrale (DSU). Nach deren Auflösung entstand 1957 der VEB Fahrgastschiffahrt und Reparaturwerft Dresden und ab 1967 der VEB Fahrgastschiffahrt Dresden.
1948 schlug das Schiff bei Pirna nach einer Grundberührung leck und sank. Es wurde gehoben und ging nach der Reparatur wieder in Fahrt.
1963 wurde das Schiff generalüberholt. Der alte Kessel wurde ausgetauscht. Die „Weiße Flotte“ kaufte vom VEB Deutsche Binnenreederei Berlin zu diesem Zweck die beiden Zylinderkessel des 1959 außer Dienst gestellten Radschleppers Geschwister Scholl. Während einer der Kessel in die Riesa eingebaut wurde, war der andere Kessel für die Bad Schandau vorgesehen.
1972 wurde der für das Schiff zu große Kessel ersetzt. Eingebaut wurde der Kessel des Schleppdampfers Gertrud-Edith. Dieses Schiff des Privatbesitzers Otto Wilke war bis 1971 für die Weiße Flotte im Einsatz und wurde im Mai 1972 in der Schiffswerft in Aken abgewrackt.
1976 musste das Schiff wegen eines erneuten Kesselschadens abgestellt werden. Es entging der geplanten Verschrottung durch eine Initiative der Stadt Oderberg. Der Leiter des Heimatmuseums, Günter Hofmann, setzte sich dafür ein, dass das Schiff nach Oderberg gebracht wurde. Um es über schmale Kanäle vor Ort zu bringen, wurden die Radkästen abmontiert. Im August 1978 wurde das Schiff nach Oderberg geschleppt und dort am 29. März 1979 an Land genommen. Hier ist es seitdem der Öffentlichkeit als Museumsschiff im Binnenschifffahrtsmuseum Oderberg zugängig.
1997 wurde die Riesa als elftes Schiff 100 Jahre. Auch wenn sie nicht mehr zur Flotte gehört ist es ein Jubiläum.

## Die Dampfmaschine
Die Dampfmaschine ist eine oszillierende Hochdruck-Zweizylinder-Verbund-Dampfmaschine mit Einspritzkondensation. Gebaut wurde sie von der Schiffswerft Übigau der Deutschen Elbschiffahrts-Gesellschaft, Kette, mit der Fabrik-Nr. 159 k. Die Leistung betrug 145 PSi. Über den zuletzt eingebauten Dampfkessel ist nichts bekannt.

## Kapitäne des Schiffes
- Gustav Adolf Thieme 1898–1901
- Otto Ernst Wilhelm Rüdrich 1902–1903
- Richard Emil Peschke 1904–1911
- Friedrich Hermann Richter 1912–1920